# Вели Водњак
Вели Водњак или Вели Водњок је ненасељено острвце у хрватском дијелу Јадранског мора. Налази се у групи Паклених отока у средњој Далмацији око 1,2 km западно од острва Свети Клемент. Његова површина износи 0,253 km², док дужина обалске линије износи 2,68 km. Највиши врх је висок 45 m. На крајњем југу острвца, на рту Клобук саграђен је свјетионик. Административно припада Граду Хвару у Сплитско-далматинској жупанији.